# Єлефтеріаді Валерій Степанович
Валері́й Степа́нович Єлефтеріа́ді — старшина, Збройні сили України.

## Життєпис
Закінчив Милівську ЗОШ. Воював в Афганістані (1988—1989) (нагороджений 7 грамотами, 5 похвальними листами, медаллю «Воїну-інтернаціоналісту від вдячного афганського народу», «Відміннику воєнної служби II ступеню») та двічі — в Чечні. Звільнився з військової служби та повернувся до рідного села.
Після початку війни громадянин РФ Валерій Єлефтеріаді приймає громадянство України, з квітня 2014-го — доброволець, 17-а окрема танкова бригада. 13 лютого 2015-го загинув від смертельного поранення у бою під Дебальцевим.
Похований у Сухановому 22 лютого 2015 року.

## Нагороди та вшанування
За особисту мужність і героїзм, виявлені у захисті державного суверенітету та територіальної цілісності України, вірність військовій присязі під час російсько-української війни
- нагороджений орденом «За мужність» III ступеня (4.6.2015, посмертно).
- на початку вересня 2015 року в Милівській ЗОШ, де він навчався, відкрито меморіальну дошку його честі.